# Google相簿
Google相簿是一个图片存储和分享服务。它于2015年5月由Google发布，从Google+的相册服务中分离出来。

## 服务
Google相册是一个照片和视频存储和分享服务。它的核心功能之前集成在Google+中，有Android、iOS和网页版应用。在2021年6月1日之前，其支持无限存储最大1600万像素的照片和最大分辨率为1080p的视频。也可使用Google Drive空间存储原始画质的数据。这项服务分析并整理图片到群组，可识别照片特征，如海滩、地平线、“多伦多的暴风雪”。 它还可以人臉識別。共享图片的接收者可浏览图库而无须下载应用。用户可滑动屏幕调整照片编辑设置，而不使用滑块。
用戶可以選擇如何儲存照片到 Google 相簿： 
1. 壓縮畫質（2021年6月1日之前，免費無限儲存空間）
縮減檔案大小但仍然維持良好畫質
2. 原始畫質
以完整解析度上傳（會耗用儲存空間配額）

## 历史
Google相册是Google+中照片功能的独立后续。Google启动Google+以和Facebook竞争，但它从未成为热门的功能，Facebook仍是互联网上图片分享的首选网站。尽管Google+缺少用户基础，Google+提供超越Facebook的图片存储和管理工具。The Verge赞赏了Google+照片功能，尤其是和其他在线服务做对比时。他们特别提到了一个可以将连拍和视频重新包装的工具。 Google将Google+功能分离出来，成为独立的Google相册服务，并在Google I/O 2015上宣布。
在Google相册发布满1年的时刻，Google在博客上宣布此服务积累了2亿月活跃用户，为用户节省13.7 PB的存储空间，应用了2万亿个标签，备份照片中有240亿张自拍。Google相册负责人Anil Sabharwal在接受Buzzfeed采访时评价此服务是“公司历史上发展最快的消费产品之一”，其未来的发展包括三方面：智能存储、Google助手和智能分享。
2019年7月，Google相册成為Google第九個用戶規模突破十億的產品，也是Google最快突破十億用戶的產品。
2020年11月，Google相册宣布将终止高画质数据免费存储的政策。用户在2021年6月1日之前上传的数据将会被继续免费保存，之后上传新的高画质数据会占用存储空间配额（2021年前已發布的Pixel手機用户不受此影响）。另外如果Google相簿帳戶閒置時間達2年，或用量超過儲存空間上限，當中的內容可能會受到影響。
2022年4月，電信公司T-Mobile的用戶可以以每月15美元的費用獲取Google相簿無限量儲存照片和影片功能，並且任何登入Google帳號的手機付費後皆可無限存儲。

### 雲端儲存
- Amazon Drive（Amazon）
- iCloud（Apple）
- OneDrive（微軟）
- Dropbox
- Flickr
- Yandex Disk（Yandex）
- TeraBox